# Sankt Gallen, Liezen
Sankt Gallen là một đô thị thuộc huyện Liezen bang Steiermark, nước Áo. Đô thị Sankt Gallen, Liezen có diện tích 61,01 km², dân số thời điểm cuối năm 2008 là 1465 người.